# William Hayes Ackland

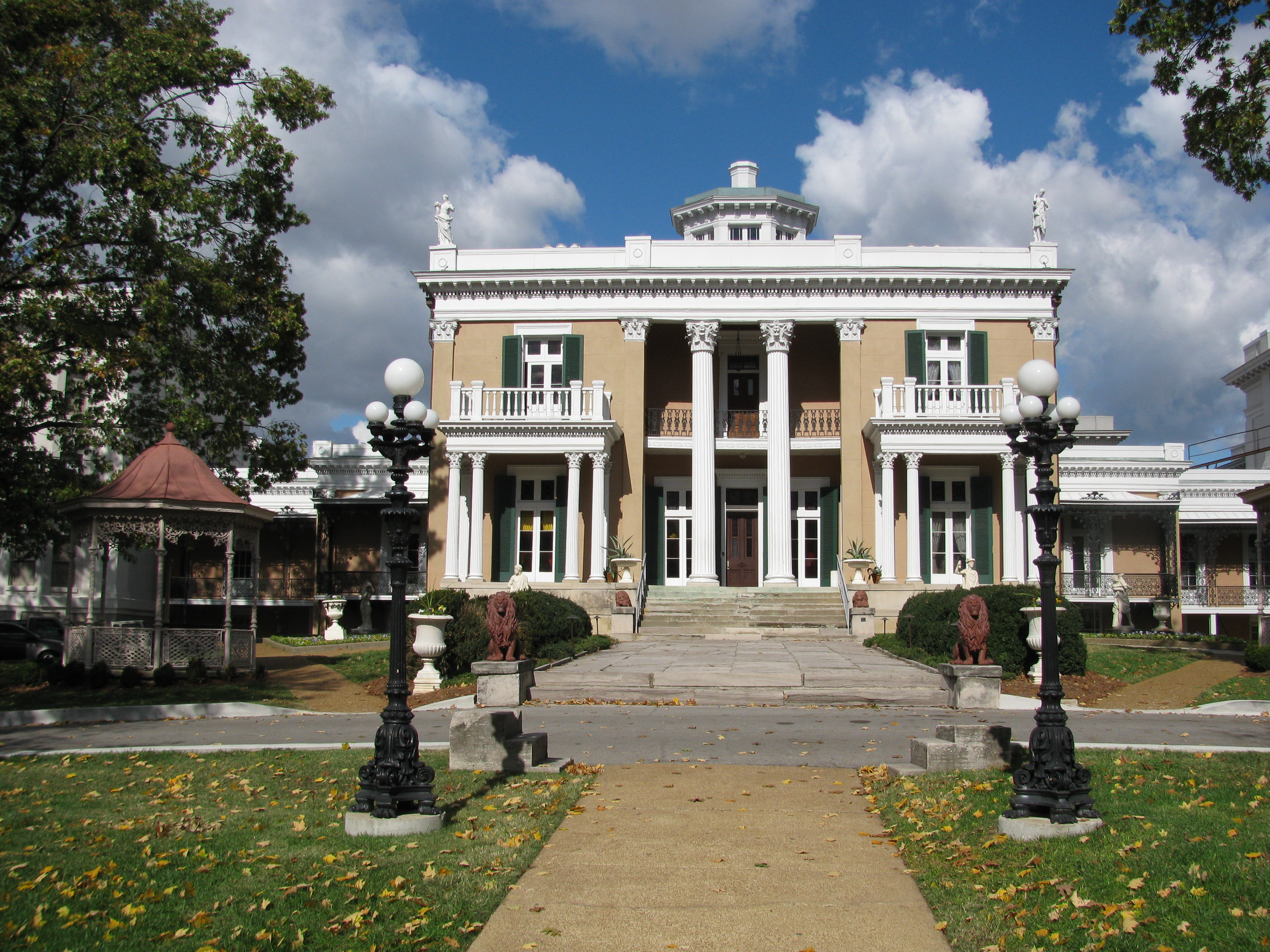
posiadłość Belmont

William Hayes Ackland (ur. 1855, zm. 1940) – poeta i filantrop amerykański. Urodził się jako William Hayes Acklen 6 września 1855 w posiadłości Bellmonte (później Belmont) pod Nashville w stanie Tennessee. Nazwisko zmienił na Ackland, nawiązując do starszej tradycji rodzinnej.
Jego rodzicami byli pułkownik Joseph Alexander Smith Acklen (1816–1863) i Adelicia Hayes Franklin (1817-1887). Ukończył University of Nashville i nowo otwarty Vanderbilt University, uzyskując dyplom prawnika. W 1896 jako czterdziestolatek, ożenił się z Laurą Crocker (1871-1931), ale jego małżeństwo przetrwało zaledwie rok. Nie miał dzieci. Ten fakt okazał się bardzo istotny. Nie utrzymując bliższych kontaktów z rodziną (siostra Paulina zmarła w 1931), postanowił przekazać swój pokaźny majątek, w tym bogatą kolekcję dzieł sztuki, jakiejś uczelni. Okazał się nią University of North Carolina w Chapel Hill. Zmarł 16 lutego 1940 w wieku 84 lat. Został pochowany w rodzinnym mauzolem na Mt. Olivet Cemetery w Nashville. W 1958 zgodnie z jego wolą (I direct my trustees to have an apse erected, in which my remains shall be permanently interred in a marble sarcophagus beneath a recumbent statue...) prochy przeniesiono do Ackland Memorial Art Museum na University of North Carolina w Chapel Hill. Z jego dorobku literackiego należy wspomnieć powieść Sterope: the Veiled Pleiad.